# Třída Principe di Carignano
Třída Principe di Carignano byla třída obrněných fregat Italského královského námořnictva. Celkem byly postaveny tři jednotky této třídy. Ve službě byly v letech 1865–1880. Roku 1866 se první jednotka účastnila bitvy u Visu. Kvůli nástupu dokonalejších kasematových a věžových obrněných lodí tato třída rychle zastarala.

## Stavba
Plavidla byla objednána v rámci čtyřčlenné třídy dřevěných šroubových fregat, které byly teprve během stavby upraveny na fregaty obrněné (pouze fregata Principe Umberto byla vzhledem k velké rozestavěnosti dokončena v původní podobě). Plavidla Principe di Carignano a Messina byla dokončena v podobě s dlouhým bočním pancéřovým pásem. Jejich podobu navrhl konstruktér Felice Mattei. Třetí jednotka Conte Verde (konstruktér Giuseppe De Luca) dostala odlišnou podobu, neboť pancíř chránil jen část její přídě a zádě. Stavba této třídy proběhla v letech 1861–1871 v italských loděnicích La Foce v Janově, Castellammare a Leghorn v San Rocco.
Jednotky třídy Principe di Carignano:
| Jméno                 | Loděnice      | Založení kýlu  | Spuštěna          | Vstup do služby | Poznámka       |
| --------------------- | ------------- | -------------- | ----------------- | --------------- | -------------- |
| Principe di Carignano | La Foce       | leden 1861     | 15. září 1863     | 11. června 1865 | Vyřazena 1875. |
| Messina               | Castellammare | 28. září 1861  | 20. prosince 1864 | únor 1867       | Vyřazena 1880. |
| Conte Verde           | San Rocco     | 2. března 1863 | 29. července 1867 | prosinec 1871   | Vyřazena 1880. |

## Konstrukce
Plavidla měla dřevěné trupy chráněné pancéřováním. Lišily se svými rozměry a výzbrojí. Principe di Carignano nesla deset 203mm kanónů (72liberních) a dvanáct 164mm kanónů, její sesterské lodě nesly čtyři 203mm kanóny a osmnáct 164mm kanónů. Během služby bylo složení výzbroje modifikováno. Pohonný systém tvořily čtyři kotle (Messina a Conte Verde šest) a parní stroj o výkonu 1968 ihp, pohánějící jeden lodní šroub. Nejvyšší rychlost dosahovala 10,4 uzlu (Conte Verde 10,2 uzlu, Messina 11,4 uzlu). Dosah byl 1200 námořních mil při rychlosti 10 uzlu. Pomocnou roli hrály plachty. Principe di Carignano dostala takeláž barkentiny a ostatní plavidla takeláž barku.